# Vouhé (Charente-Maritime)
Vouhé é uma comuna francesa na região administrativa da Nova Aquitânia, no departamento de Charente-Maritime. Estende-se por uma área de 15,61 km². Em 2010 a comuna tinha 657 habitantes (densidade: 42,1 hab./km²).